# Michael McKevitt
Michael McKevitt, född 4 september 1949 i County Louth, död 2 januari 2021 i Dublin, var en irländsk republikansk aktivist.

## Bakgrund
Michael McKevitt gick med i Provisoriska IRA när The Troubles bröt ut. Efter en konflikt med Officiella IRA sköts han i knäskålarna 1975. Han var senare en senior medlem av PIRA.
Han var gift med Bernadette Sands McKevitt som är syster till Bobby Sands. Hon var tidigare en ledande medlem av 32 County Sovereignty Movement men hoppade av efter hennes man dömdes till fängelse.

## Real IRA
Michael McKevitt var tidigare Quartermaster General (den som är ansvarig för vapnen och gömställen för vapen) för Provisoriska IRA men fördömde eldupphöret och bröt sig ur och bildade Real IRA istället.
Michael McKevitt dömdes den 7 augusti 2003 för två terrorbrott ("membership of an illegal organisation" (the Real IRA) och "directing terrorism") till 20 års fängelse. Även 2009 dömdes McKevitt som en av fyra som var skyldiga till bombattentatet i Omagh 1998, av en civilrätt.
Efter att Michael McKevitt och andra Real IRA-medlemmar blev oense om ledarskapet på utsidan bannlystes han från Real IRA och de valde att istället grunda organisationen The New Republican Forum.